# Energia swobodna
Energia swobodna – w termodynamice, część energii układu fizycznego, która może być przekształcona w pracę. W szczególności do energii swobodnej zaliczamy:
- energię swobodną Helmholtza – część energii całkowitej układu, która może być zamieniona na pracę w procesie o stałej temperaturze i stałej objętości.
- entalpię swobodną – część energii całkowitej układu, która może być zamieniona na pracę w procesie o stałej temperaturze i ciśnieniu.